# Medina (Waszyngton)
Medina – miasto w Stanach Zjednoczonych, w stanie Waszyngton, w hrabstwie King.